# Bruinkopbijeneter
De bruinkopbijeneter (Merops leschenaulti) is een bijeneter die voorkomt in Zuid-Azië van India tot Indonesië. Deze vogel is genoemd naar de Franse botanicus en ornitholoog Jean-Baptiste Leschenault de La Tour die als eerste een exemplaar van deze vogel op Java had verzameld. 

## Verspreiding en leefgebied
De soort telt drie ondersoorten:
- M. l. leschenaulti: van India en Sri Lanka tot het zuidelijke deel van Centraal-China, Indochina en Malakka.
- M. l. quinticolor: Sumatra, Java en Bali.
- M. l. andamanensis: de Andamanen.

## Status
De grootte van de populatie is niet gekwantificeerd maar de soort wordt omschreven als plaatselijk algemeen. Op de Rode lijst van de IUCN heeft deze soort de status niet bedreigd.